# میلوسکو
میلوسکو (به چکی: Milevsko) یک منطقهٔ مسکونی و شهرستان دارای شهرک سابقاً روستا در جمهوری چک است که در ناحیه پیسک واقع شده‌است. میلوسکو ۸٬۶۴۹ نفر جمعیت دارد.

## خواهرخوانده
شهر Münchenbuchsee خواهرخواندهٔ میلوسکو هست.